# هوندلاگ
هوندلاگ (به آلمانی: Hondelage) یک منطقهٔ مسکونی در آلمان است که در براونشوایگ واقع شده‌است. هوندلاگ ۳٬۷۳۴ نفر جمعیت دارد.